# شد أجزاء (فلم)
شد أجزاء هو فيلم أكشن مصري صدر سنة 2015، من إخراج حسين المنباوي، وتأليف محمد سليمان عبد المالك، وإنتاج أحمد السبكي، ومن بطولة محمد رمضان، وياسر جلال. صدر الفيلم لأول مرة في 16 يوليو 2015 في مصر، وحقق نسبة إيرادات مرتفعة بلغت 22,226,619 جنيه مصري.
تاريخ عرض الفيلم يوافق عشية عيد الفطر 1436 هـ.

## قصة الفيلم
في إطار حركي تدور أحداث الفيلم حول ضابط الشرطة عمر العطار (محمد رمضان) الذي يتعرض لموقف يقلب حياته المهنية والشخصية رأسًا على عقب، وذلك عندما يتم قتل زوجته آية (دنيا سمير  غانم) على يد إحدى العصابات، فيسعى للثأر لها، وهو الأمر الذي يدخله في سلسلة من المشكلات المتتالية، ويصبح مطاردًا من قبل قوات الأمن.

## طاقم التمثيل
- محمد رمضان بدور عمر العطار
- دنيا سمير غانم بدور آية
- ياسر جلال بدور نادر إبراهيم
- صبري عبد المنعم
- سليمان عيد بدور سيد
- محمد شاهين بدور وائل
- محمد أبو الوفا بدور صبرى حماد
- نسرين أمين بدور شيماء
- محمد ممدوح بدور محمود العراقي
- أحمد جمال سعيد
- أحمد محارب بدور جابر العراقي

## هوامش
- اعتذرت الممثلة رانيا يوسف عن المشاركة في الفيلم وكانت بدلا منها دنيا سمير غانم.[6]
- تم تصوير بعض مشاهد الفيلم في منطقة نزلة السمان.[7]
- حقق الفيلم في اليوم الأول  3 ملايين و517 ألف جنيه مصري، وفي اليوم الثاني 4 ملايين و60 ألف جنيه، وفي اليوم الثالث  حقق 3 ملايين و281 ألف جنيه.[8]

## وصلات خارجية
- شد أجزاء على موقع IMDb (الإنجليزية)
- شد أجزاء على موقع الدهليز
- شد أجزاء على موقع قاعدة بيانات الأفلام العربية
- شد أجزاء على موقع قاعدة بيانات الفيلم (الإنجليزية)
- شد أجزاء على موقع ليتربوكسد (الإنجليزية)